# Фильм животных
«Фильм животных» (англ. The Animals Film) — британский документальный фильм 1981 года, рассказывающий о ежедневной практике жестокого обращения с животными при их эксплуатации в различных сферах человеческой деятельности — от сельского хозяйства и науки до индустрии развлечений.
«Фильм животных», созданный Виктором Шёнфельдом и Мириам Ало, стал первым полнометражным фильмом такого рода в Великобритании и, по общему признанию, имел серьёзное значение в осознании обществом проблемы жестокого обращения с животными при их использовании человеком, а также побудил тысячи людей, в числе которых Дэн Мэтьюз, Майкл Мэнсфилд, Ли Холл, Тери Барнато (директор «Ассоциации ветеринаров за права животных»), Сьюзанн Мур, отказаться от употребления мяса и стать вегетарианцами.
Музыку к фильму написал Роберт Уайатт. Закадровый текст читает лауреат премии «Оскар» 1965 года британская актриса Джули Кристи.

## История создания
Идея снять фильм зародилась у Шёнфельда, когда он работал на птицеферме в Израиле. По рассказу Шёнфельда, в инкубаторе ему была поручена утилизация цыплят мужского пола и несоответствующих стандарту. Необходимо было освобождать лотки со скорлупой и вылупившимися цыплятами в предназначенные для этого мусорные контейнеры, некоторые из которых были уже полны, и из них раздавалось чириканье птенцов. Будущий режиссёр смог выбросить только один лоток цыплят в контейнер, где они должны были быть раздавлены или задохнуться под следующей партией.
Позже он прочёл «Освобождение животных» Питера Сингера. Тогда же Шёнфельд стал вегетарианцем и решил снять полнометражный документальный фильм, который поднял бы эксплуатацию животных до уровня серьёзной политической проблемы и оказывал бы влияние на людей в течение многих последующих лет.
Из-за недостатка средств съёмки фильма шли медленно и продлились два года.
На озвучивание фильма Шёнфельд пригласил Джули Кристи. Посмотрев фрагменты, Кристи согласилась работать над фильмом бесплатно, сказав Шёнфельду, что тот «пришёл к правильному человеку».
Выходу фильма предшествовал всплеск внимания к проблеме, вызванный публикацией информации и фотоматериалов об экспериментах на животных в коммерческих исследованиях, проводимых сельскохозяйственным институтом. Эти факты получили широкую огласку в СМИ, изменив распространённое мнение о том, что опыты на животных проводятся только в медицине и лишь для спасения жизни людей, а также изменив подход самих СМИ к освещению подобных вопросов.

## Сюжет
«Фильм животных» повествует о ежедневном интенсивном использовании животных в сельском хозяйстве, сфере развлечений, научных и военных исследованиях, охоте, производстве меха и так далее, где они подвергаются жестокому обращению или погибают в муках. Фильм также представляет статистические данные и рассказывает о международном движении за права животных.
Значительное место занимают факты, связанные с экспериментами над животными в химических и фармацевтических лабораториях.
Помимо прочего, в фильм входят опыты над обезьянами, когда для исследования невротического поведения детёнышей отрывают от матери и наблюдают растущую панику, а после оставляют с суррогатной, начинённой электродами, причиняющей ему шокирующую боль при каждой попытке обнять её; гибель слона от электрического тока для демонстрации силы электричества; мечущиеся в клетках меховых ферм лисы и норки, позже также убитые электрическим током; ослы, медленно умирающие от лучевой болезни при исследовании ядерного оружия; болезненное дебикирование цыплят, чтобы те не могли заклевать друг друга в переполненных клетках.
Равнодушное отношение к жестокому обращению с животными предстаёт в фильме признаком социального недуга.
Фильм сочетает документальную хронику, мультипликацию, интервью на улицах, фрагменты рекламы и государственной пропаганды.

## Факты
На премьере в 1981 году на Лондонском кинофестивале фильму аплодировали стоя.
Джули Кристи приняла участие в озвучивании, «чтобы помочь уменьшить страдания животных». К этому моменту актриса уже 11 лет была вегетарианкой — со времён фильма «Посредник», часть съёмок которого проходила на свиноферме.
Пресса писала, что после выхода фильма Кристи появилась на публике в чёрном берете и камуфляжных брюках, напоминавших одежду участников «Фронта освобождения животных». По словам самой Кристи, она стала одной из многих, чей подход к потреблению теперь стал зависим от того, испытывался ли продукт на животных.
Из фильма было вырезано семь минут хроники набега на лаборатории, когда Independent Broadcasting Authority постановила, что определённые сцены могут «подстрекать к правонарушениям или привести к гражданским беспорядкам». Этот факт способствовал повышению интереса к фильму.
Автор «Иллюстрированной истории британских фильмов ужасов» Эндрю Бут назвал «The Animals Film» самым страшным фильмом из всех, которые он когда-либо видел.
По мнению Шёнфельда, несмотря на некоторые изменения, произошедшие с момента выхода фильма в сферах использования животных, в целом осведомлённость людей о происходящем выросла незначительно, а страдания животных в сельском хозяйстве и в научных исследованиях получили ещё более широкое распространение. Шёнфельд полагает, что за это время активисты защиты животных потратили больше сил на саморекламу, хотя следовало сосредоточиться на исследовании того, как помочь каждому изменить свой образ жизни.
«Фильм животных» был издан на DVD в 2007 году и переиздан в 2008 году Британским киноинститутом.
Спустя почти 30 лет после выхода фильма Виктор Шёнфельд вернулся к обсуждению поднятых в нём проблем в программе «One Planet: животные и мы» по приглашению BBC World Service.